# Per Strand Sjaastad
Per Strand Sjaastad, född 7 oktober 1963, är en norsk diplomat.
Strand Sjaastad har avlagt en cand. polit.-examen och arbetat i utrikestjänsten sedan 1991.
Han var underdirektör i Utenriksdepartementet 2005–2008 samt avdelningsdirektör där 2008–2016. Åren 2016–2019 tjänstgjorde han som Norges ambassadör i Kosovo och Albanien och sedan 2019 innehar han ambassadörsposten i Belgien.